# 1990년대 오리콘 CD 음반 차트 1위

#### 1990년
| 1월 - 1월 1일 - BOØWY 『“GIGS” JUST A HERO TOUR 1986』 - 1월 8일 - (미발표) - 1월 15일 - HOUND DOG 『VOICE』 - 1월 22일 - 사잔 올 스타즈 『Southern All Stars』 - 1월 29일 - 사잔 올 스타즈 『Southern All Stars』 2월 - 2월 5일 - 사잔 올 스타즈 『Southern All Stars』 (3주 연속) - 2월 12일 - BUCK-TICK 『悪の華』 - 2월 19일 - BUCK-TICK 『HURRY UP MODE (1990MIX)』 - 2월 26일 - BUCK-TICK 『HURRY UP MODE (1990MIX)』 (2주 연속) 3월 - 3월 5일 - 나가부치 츠요시 『長渕剛LIVE'89』 - 3월 12일 - Go-bang's 『グレイテスト ビーナス』 - 3월 19일 - Go-bang's 『グレイテスト ビーナス』 (2주 연속) - 3월 26일 - 스기야마 코이치, NHK 교향악단 『交響組曲「ドラゴンクエストIV」導かれし者たち』 4월 - 4월 2일 - 사카이 노리코 『Singles 〜NORIKO BEST〜』 - 4월 9일 - 오토코구미 『参』 - 4월 16일 - 쿠도 시즈카 『rosette』 - 4월 23일 - BARBEE BOYS 『eeney meeney barbee moe』 - 4월 30일 - COMPLEX 『ROMANTIC 1990』 5월 - 5월 7일 - ZIGGY 『KOOL KIZZ』 - 5월 14일 - LINDBERG 『LINDBERG III』 - 5월 21일 - 오다 카즈마사 『Far East Cafe』 - 5월 28일 - LINDBERG 『LINDBERG III』 (통산 2주) 6월 - 6월 4일 - Wink 『Wink First Live Shining Star』 - 6월 11일 - 스기야마 키요타카 『SPRINKLE』 - 6월 18일 - 마돈나 『I'm Breathless』 - 6월 25일 - 마돈나 『I'm Breathless』 (2주 연속) | 7월 - 7월 2일 - 안리 『MIND CRUISIN'』 - 7월 9일 - 오카무라 타카코 『Kiss 〜a cote de la mer〜』 - 7월 16일 - 와타나베 미사토 『tokyo』 - 7월 23일 - 쿠보타 토시노부 『BONGA WANGA』 - 7월 30일 - 쿠보타 토시노부 『BONGA WANGA』 (2주 연속) 8월 - 8월 6일 - 히카루GENJI 『Cool Summer』 - 8월 13일 - 레베카 『The Best of Dreams』 - 8월 20일 - 체커즈 『OOPS!』 - 8월 27일 - 레베카 『The Best of Dreams』 (통산 2주) 9월 - 9월 3일 - 나가부치 츠요시 『JEEP』 - 9월 10일 - 사잔 올 스타즈 앤 올 스타즈 『稲村ジェーン』 - 9월 17일 - 사잔 올 스타즈 앤 올 스타즈 『稲村ジェーン』 (2주 연속) - 9월 24일 - THE BLUE HEARTS 『BUST WASTE HIP』 10월 - 10월 1일 - 오에 센리 『APOLLO』 - 10월 8일 - 사잔 올 스타즈 앤 올 스타즈 『稲村ジェーン』 (통산 3주) - 10월 15일 - UNICORN 『ケダモノの嵐』 - 10월 22일 - 토쿠나가 히데아키 『JUSTICE』 - 10월 29일 - 모리타카 치사토 『古今東西』 11월 - 11월 5일 - TM NETWORK 『RHYTHM RED』 - 11월 12일 - DREAMS COME TRUE 『WONDER 3』 - 11월 19일 - B'z 『RISKY』 - 11월 26일 - 오자키 유타카 『誕生』 12월 - 12월 3일 - 마츠토야 유미 『天国のドア』 (1991년 앨범차트 1위) - 12월 10일 - 마츠토야 유미 『天国のドア』 (2주 연속) - 12월 17일 - 나가이 마리코 『POCKET』 - 12월 24일 - 오카무라 타카코 『After Tone II』 - 12월 31일 - 프린세스 프린세스 『PRINCESS PRINCESS』 |

#### 1991년
| 1월 - 1월 7일 - (미발표) - 1월 14일 - 프린세스 프린세스 『PRINCESS PRINCESS』 - 1월 21일 - 프린세스 프린세스 『PRINCESS PRINCESS』 - 1월 28일 - 프린세스 프린세스 『PRINCESS PRINCESS』 (4주 연속) 2월 - 2월 4일 - 코메코메 CLUB 『K2C』 - 2월 11일 - 코메코메 CLUB 『K2C』 - 2월 18일 - 코메코메 CLUB 『K2C』 - 2월 25일 - 코메코메 CLUB 『K2C』 (4주 연속) 3월 - 3월 4일 - JUN SKY WALKER(S) 『START』 - 3월 11일 - 카라시마 미도리 『GREEN』 - 3월 18일 - 쿠도 시즈카 『mind Universe』 - 3월 25일 - 카라시마 미도리 『GREEN』 (통산 2주) 4월 - 4월 1일 - 『やまだかつてないCD』 - 4월 8일 - 『やまだかつてないCD』 (2주 연속) - 4월 15일 - 히무로 교스케 『Higher Self』 - 4월 22일 - 히무로 교스케 『Higher Self』 (2주 연속) - 4월 29일 - LINDBERG 『LINDBERG IV』 5월 - 5월 6일 - 코메코메 CLUB 『米米CLUB』 - 5월 13일 - 코메코메 CLUB 『米米CLUB』 (2주 연속) - 5월 20일 - LINDBERG 『LINDBERG IV』 (통산 2주) - 5월 27일 - 오다 카즈마사 『Oh Yeah!』 6월 - 6월 3일 - 오다 카즈마사 『Oh Yeah!』 (2주 연속) - 6월 10일 - B'z 『MARS』 - 6월 17일 - ASKA 『SCENE II』 - 6월 24일 - ASKA 『SCENE II』 (2주 연속) | 7월 - 7월 1일 - 야마시타 타츠로 『ARTISAN』 - 7월 8일 - 나가이 마리코 『WASHING』 - 7월 15일 - X 『Jealousy』 - 7월 22일 - 와타나베 미사토 『Lucky』 - 7월 29일 - 오카무라 타카코 『Chou-fleur』 8월 - 8월 5일 - 코이즈미 쿄코 『afropia』 - 8월 12일 - 코이즈미 쿄코 『afropia』 - 8월 19일 - 코이즈미 쿄코 『afropia』 (3주 연속) - 8월 26일 - ASKA 『SCENE II』 (통산 3주) 9월 - 9월 2일 - 나카무라 아유미 『Calender Girl』 - 9월 9일 - 하마다 쇼고 『EDGE OF THE KNIFE』 - 9월 16일 - TM NETWORK 『EXPO』 - 9월 23일 - 이마이 미키 『Lluvia』 - 9월 30일 - 쿠보타 토시노부 『KUBOJAH』 10월 - 10월 7일 - 호테이 토모야스 『GUITARHYTHM II』 - 10월 14일 - 토쿠나가 히데아키 『Revolution』 - 10월 21일 - CHAGE&ASKA 『TREE』 - 10월 28일 - CHAGE&ASKA 『TREE』 11월 - 11월 4일 - CHAGE&ASKA 『TREE』 (3주 연속) - 11월 11일 - LINDBERG 『EXTRA FLIGHT』 - 11월 18일 - LINDBERG 『EXTRA FLIGHT』 (2주 연속) - 11월 25일 - DREAMS COME TRUE 『MILLION KISSES』 12월 - 12월 2일 - 마츠토야 유미 『DAWN PURPLE』 - 12월 9일 - B'z 『IN THE LIFE』 - 12월 16일 - 프린세스 프린세스 『DOLLS IN ACTION』 - 12월 23일 - 나가부치 츠요시 『JAPAN』 - 12월 30일 - 나가부치 쓰요시 『JAPAN』 (2주 연속) |

#### 1992년
| 1월 - 1월 6일 - (미발표) - 1월 13일 - 나카야마 미호 『Miho's Select』 - 1월 20일 - B'z 『IN THE LIFE』 - 1월 27일 - ZOO 『Present Pleasure』 2월 - 2월 3일 - 오다 카즈마사 『sometime somewhere』 - 2월 10일 - 오다 카즈마사 『sometime somewhere』 - 2월 17일 - 오다 카즈마사 『sometime somewhere』 (3주 연속) - 2월 24일 - 잉베이 말름스틴 『Fire And Ice』 3월 - 3월 2일 - HOUND DOG 『BRIDGE』 - 3월 9일 - 나가이 마리코 『yasashikunaritai』 - 3월 16일 - 카라시마 미도리 『Birthday』 - 3월 23일 - 킷카와 코지 『TOO MUCH LOVE』 - 3월 30일 - BUCK-TICK 『殺シノ調べ This is NOT Greatest Hits』 4월 - 4월 6일 - CHAGE&ASKA 『SUPER BEST II』 (1992년 앨범차트 1위) - 4월 13일 - CHAGE&ASKA 『SUPER BEST II』 - 4월 20일 - CHAGE&ASKA 『SUPER BEST II』 - 4월 27일 - CHAGE&ASKA 『SUPER BEST II』 (4주 연속) 5월 - 5월 4일 - 히무로 교스케 『masterpiece ＃12』 - 5월 11일 - CHAGE&ASKA 『SUPER BEST II』 (통산 5주) - 5월 18일 - 오자키 유타카 『放熱への証』 - 5월 25일 - 오자키 유타카 『放熱への証』 (2주 연속) 6월 - 6월 1일 - LINDBERG 『LINDBERG V』 - 6월 8일 - LINDBERG 『LINDBERG V』 - 6월 15일 - LINDBERG 『LINDBERG V』 (3주 연속) - 6월 22일 - TUBE 『納涼』 - 6월 29일 - 오카무라 타카코 『mistral』 | 7월 - 7월 6일 - 코메코메 CLUB 『Octave』 - 7월 13일 - 코메코메 CLUB 『Octave』 (2주 연속) - 7월 20일 - 와타나베 미사토 『HELLO LOVERS』 - 7월 27일 - 프린세스 프린세스 『SINGLES 1987-1992』 8월 - 8월 3일 - 프린세스 프린세스 『SINGLES 1987-1992』 - 8월 10일 - 프린세스 프린세스 『SINGLES 1987-1992』 - 8월 17일 - 프린세스 프린세스 『SINGLES 1987-1992』 - 8월 24일 - 프린세스 프린세스 『SINGLES 1987-1992』 (5주 연속) - 8월 31일 - TM NETWORK 『TMN COLOSSEUM』 9월 - 9월 7일 - TM NETWORK 『TMN COLOSSEUM』 (2주 연속) - 9월 14일 - 스즈키 마사유키 『FAIR AFFAIR』 - 9월 21일 - 킷카와 코지 『Shyness Overdrive』 - 9월 28일 - 히라마츠 에리 『Erhythm』 10월 - 10월 5일 - 사잔 올 스타즈 『世に万葉の花が咲くなり』 - 10월 12일 - 사잔 올 스타즈 『世に万葉の花が咲くなり』 - 10월 19일 - 사잔 올 스타즈 『世に万葉の花が咲くなり』 - 10월 26일 - 사잔 올 스타즈 『世に万葉の花が咲くなり』 (4주 연속) 11월 - 11월 2일 - 타케우치 마리야 『Quiet Life』 - 11월 9일 - B'z 『RUN』 - 11월 16일 - CHAGE&ASKA 『GUYS』 - 11월 23일 - DREAMS COME TRUE 『The Swinging Star』 - 12월 30일 - DREAMS COME TRUE 『The Swinging Star』 (2주 연속) 12월 - 12월 7일 - 마츠토야 유미 『TEARS AND REASONS』 - 12월 14일 - 마츠토야 유미 『TEARS AND REASONS』 (2주 연속) - 12월 21일 - B'z 『FRIENDS』 - 12월 28일 - 체커즈 『THE CHECKERS』 |

#### 1993년
| 1월 - 1월 4일 - (미발표) - 1월 11일 - 이마이 미키 『flow into space』 - 1월 18일 - 히무로 교스케 『Memories Of Blue』 - 1월 25일 - 히무로 교스케 『Memories Of Blue』 (2주 연속) 2월 - 2월 1일 - 프린세스 프린세스 『BEE-BEEP』 - 2월 8일 - 휘트니 휴스턴 『The Bodyguard:Original Soundtrack Album』 - 2월 15일 - 히무로 교스케 『Memories Of Blue』 (통산 3주) - 2월 22일 - THE BLUE HEARTS 『STICK OUT』 3월 - 3월 1일 - 휘트니 휴스턴 『The Bodyguard:Original Soundtrack Album』 (통산 2주) - 3월 8일 - Sing Like Talking 『ENCOUNTER』 - 3월 15일 - 나카니시 케이조 『Steps』 - 3월 22일 - 모리타 도지 『ぼくたちの失敗 森田童子ベスト・コレクション』 - 3월 29일 - 하마다 마리 『Anti-Heroine』 4월 - 4월 5일 - 하마다 마리 『Anti-Heroine』 (2주 연속) - 4월 12일 - 야자와 에이키치 『HEART』 - 4월 19일 - 히라마치 에리 『Single is Best』 - 4월 26일 - WANDS 『時の扉』 5월 - 5월 3일 - WANDS 『時の扉』 - 5월 10일 - WANDS 『時の扉』 - 5월 17일 - WANDS 『時の扉』 (4주 연속) - 5월 24일 - 오자키 유타카 『約束の日 Vol.1』 - 5월 31일 - UNICORN 『SPRINGMAN』 6월 - 6월 7일 - T-BOLAN 『HEART OF STONE』 - 6월 14일 - T-BOLAN 『HEART OF STONE』 - 6월 21일 - T-BOLAN 『HEART OF STONE』 (3주 연속) - 6월 28일 - TUBE 『浪漫の夏』 | 7월 - 7월 5일 - TUBE 『浪漫の夏』 - 7월 12일 - TUBE 『浪漫の夏』 (3주 연속) - 7월 19일 - ZARD 『揺れる想い』 (1993년 앨범차트 1위) - 7월 26일 - ZARD 『揺れる想い』 (2주 연속) 8월 - 8월 2일 - 와타나베 미사토 『BIG WAVE』 - 8월 9일 - ZARD 『揺れる想い』 - 8월 16일 - ZARD 『揺れる想い』 - 8월 23일 - ZARD 『揺れる想い』 (3주 연속, 통산 5주) - 8월 30일 - TM NETWORK 『TMN CLASSIX』 9월 - 9월 6일 - X JAPAN 『ART OF LIFE』 - 9월 13일 - 안리 『1/2&1/2』 - 9월 20일 - 하마다 쇼고 『その永遠の一秒に』 - 9월 27일 - 이노우에 요스이 『UNDER THE SUN』 10월 - 10월 4일 - 쿠보타 토시노부 『the BADDEST II』 - 10월 11일 - 쿠보타 토시노부 『the BADDEST II』 (2주 연속) - 10월 18일 - CHAGE&ASKA 『RED HILL』 - 10월 25일 - CHAGE&ASKA 『RED HILL』 (2주 연속) 11월 - 11월 1일 - 후쿠야마 마사하루 『Calling』 - 11월 8일 - 마키하라 노리유키 『SELF PORTRAIT』 - 11월 15일 - 나가부치 츠요시 『Captain of the Ship』 - 11월 22일 - 이마이 미키 『Ivory II』 - 11월 29일 - LINDBERG 『EXTRA FLIGHT II -human aircraft-』 12월 - 12월 6일 - 마츠토야 유미 『U-miz』 - 12월 13일 - DREAMS COME TRUE 『MAGIC』 (1994년 앨범차트 1위) - 12월 20일 - DREAMS COME TRUE 『MAGIC』 - 12월 27일 - DREAMS COME TRUE 『MAGIC』 |

#### 1994년
| 1월 - 1월 3일 - (미발표) - 1월 10일 - DREAMS COME TRUE 『MAGIC』 - 1월 17일 - DREAMS COME TRUE 『MAGIC』 - 1월 24일 - DREAMS COME TRUE 『MAGIC』 (6주 연속) - 1월 31일 - 우츠노미야 타카시 『Water Dance』 2월 - 2월 7일 - KATSUMI 『SUPER BALANCE』 - 2월 14일 - 킷카와 코지 『Cloudy Heart』 - 2월 21일 - TRF 『WORLD GROOVE』 - 2월 28일 - TRF 『WORLD GROOVE』 (2주 연속) 3월 - 3월 7일 - hide 『HIDE YOUR FACE』 - 3월 14일 - B'z 『The 7th Blues』 - 3월 21일 - B'z 『The 7th Blues』 - 3월 28일 - B'z 『The 7th Blues』 (3주 연속) 4월 - 4월 4일 - 나카니시 케이조 『Starting Over』 - 4월 11일 - 하마다 마리 『INCLINATION』 - 4월 18일 - 후지이 후미야 『エンジェル』 - 4월 25일 - 후지이 후미야 『エンジェル』 (2주 연속) 5월 - 5월 2일 - UNICORN 『THE VERY RUST OF UNICORN』 - 5월 9일 - Sing Like Talking 『togetherness』 - 5월 16일 - TRF 『HYPER MIX III』 - 5월 23일 - TRF 『HYPER MIX III』 - 5월 30일 - TRF 『HYPER MIX III』 (3주 연속) 6월 - 6월 6일 - access 『DELICATE PALNET』 - 6월 13일 - ZARD 『OH MY LOVE』 - 6월 20일 - 후쿠야마 마사하루 『ON AND ON』 - 6월 27일 - TUBE 『終わらない夏に』 | 7월 - 7월 4일 - TUBE 『終わらない夏に』 (2주 연속) - 7월 11일 - ORIGINAL LOVE 『風の歌を聴け』 - 7월 18일 - 야자와 에이키치 『the Name Is...』 - 7월 25일 - 안리 『16th Summer Breeze』 8월 - 8월 1일 - 안리 『16th Summer Breeze』 (2주 연속) - 8월 8일 - 타케우치 마리야 『Impressions』 - 8월 15일 - TRF 『BILLIONAIRE 〜BOY MEETS GIRL〜』 - 8월 22일 - 타케우치 마리야 『Impressions』 - 8월 29일 - 타케우치 마리야 『Impressions』 (2주 연속, 통산 3주) 9월 - 9월 5일 - CHAGE&ASKA 『Yin&Yang』 - 9월 12일 - Mr.Children 『Atomic Heart』 - 9월 19일 - Mr.Children 『Atomic Heart』 (2주 연속) - 9월 26일 - DEEN 『DEEN』 10월 - 10월 3일 - 쿠와타 케이스케 『孤独の太陽』 - 10월 10일 - 히무로 교스케 『SHAKE THE FAKE』 - 10월 17일 - 본 조비 『Cross Road』 - 10월 24일 - 우토쿠 게이코 『砂時計』 - 10월 31일 - 나카지마 미유키 『LOVE OR NOTHING』 11월 - 11월 7일 - 마키하라 노리유키 『PHARMACY』 - 11월 14일 - 머라이어 캐리 『Merry Christmas』 - 11월 21일 - 오구로 마키 『永遠の夢に向かって』 - 11월 28일 - TUBE 『Melodies & Memories』 12월 - 12월 5일 - 마츠토야 유미 『THE DANCING SUN』 - 12월 12일 - 마츠토야 유미 『THE DANCING SUN』 - 12월 19일 - 머라이어 캐리 『Merry Christmas』 (통산 2주) - 12월 26일 - CHAGE&ASKA 『SUPER BEST BOX SINGLE HISTORY 1979-1994 AND Snow Mail』 |

#### 1995년
| 1월 - 1월 2일 - 머라이어 캐리 『Merry Christmas』 (통산 3주) - 1월 9일 - (미발표) - 1월 16일 - SMAP 『Cool』 - 1월 23일 - Mr.Children 『Atomic Heart』 (통산 3주) - 1월 30일 - LINDBERG 『SINGLES -FLIGHT RECORDER II-』 2월 - 2월 6일 - 쿠보타 토시노부 『BUMPIN' VOYAGE』 - 2월 13일 - 쿠보타 토시노부 『BUMPIN' VOYAGE』 (2주 연속) - 2월 20일 - 우치다 유키 『純情可憐乙女模様』 - 2월 27일 - 호테이 토모야스 『GUITARHYTHM FOREVER Vol.1』 3월 - 3월 6일 - 코메코메 CLUB 『DECADE』 - 3월 13일 - ASKA 『NEVER END』 - 3월 20일 - ZARD 『forever you』 - 3월 27일 - ZARD 『forever you』 (2주 연속) 4월 - 4월 3일 - DREAMS COME TRUE 『DELICIOUS』 (1995년 앨범차트 1위) - 4월 10일 - TRF 『dAnce to positive』 - 4월 17일 - TRF 『dAnce to positive』 (2주 연속) - 4월 24일 - DREAMS COME TRUE 『DELICIOUS』 (통산 2주) 5월 - 5월 1일 - TRF 『dAnce to positive』 (통산 3주) - 5월 8일 - WANDS 『PIECE OF MY SOUL』 - 5월 15일 - WANDS 『PIECE OF MY SOUL』 (2주 연속) - 5월 22일 - 구로유메 『feminism』 - 5월 29일 - BUCK-TICK 『Six/Nine』 6월 - 6월 5일 - GEISHA GIRLS 『THE GEISHA GIRLS SHOW - 炎の おっさんアワー』 - 6월 12일 - 타무라 나오미 『N'』 - 6월 19일 - 후쿠야마 마사하루 『M-COLLECTION 風をさがしてる』 - 6월 26일 - 본 조비 『These Days』 | 7월 - 7월 3일 - 사잔 올 스타즈 『HAPPY!』 - 7월 10일 - CHAGE&ASKA 『Code Name.1 Brother Sun』 - 7월 17일 - SMAP 『SMAP 007〜Gold Singer〜』 - 7월 24일 - 와타나베 미사토 『She loves you』 - 7월 31일 - 오구로 마키 『LA.LA.LA』 8월 - 8월 7일 - 오구로 마키 『LA.LA.LA』 - 8월 14일 - 오구로 마키 『LA.LA.LA』 (3주 연속) - 8월 21일 - 히무로 교스케 『SINGLES』 - 8월 28일 - 오구로 마키 『LA.LA.LA』 (통산 4주) 9월 - 9월 4일 - 시노하라 료코 『Lady Generation 〜淑女の世代〜』 - 9월 11일 - 안리 『OPUS 21』 - 9월 18일 - 레니 크래비츠 『Circus』 - 9월 25일 - 쿠보타 토시노부 『SUNSHINE, MOONLIGHT』 10월 - 10월 2일 - 스피츠 『ハチミツ』 - 10월 9일 - 머라이어 캐리 『Daydream』 - 10월 16일 - 머라이어 캐리 『Daydream』 (2주 연속) - 10월 23일 - FIELD OF VIEW 『FIELD OF VIEW I』 - 10월 30일 - 아무로 나미에 『DANCE TRACKS VOL.1』 11월 - 11월 6일 - 스즈키 마사유키 『MARTINI II』 - 11월 13일 - THE YELLOW MONKEY 『FOUR SEASONS』 - 11월 20일 - 『NOW3』 - 11월 27일 - 야마시타 타츠로 『TREASURES』 12월 - 12월 4일 - B'z 『LOOSE』 - 12월 11일 - 마츠토야 유미 『KATHMANDU』 - 12월 18일 - My Little Lover 『evergreen』 - 12월 25일 - 오구로 마키 『BACK BEATs ＃1』 |

#### 1996년
| 1월 - 1월 1일 - 요시다 미와 『beauty and harmony』 - 1월 8일 - (미발표) - 1월 15일 - 오구로 마키 『BACK BEATs ＃1』 - 1월 22일 - 오구로 마키 『BACK BEATs ＃1』 - 1월 29일 - 오구로 마키 『BACK BEATs ＃1』 (3주 연속, 통산 4주) 2월 - 2월 5일 - 미스터 빅 『Hey Man』 - 2월 12일 - 우루후루즈 『バンザイ』 - 2월 19일 - GLAY 『BEAT out!』 - 2월 26일 - 오다 카즈마사 『LOOKING BACK』 3월 - 3월 4일 - TRF 『THE LIVE3』 - 3월 11일 - 호테이 토모야스 『King & Queen』 - 3월 18일 - 호테이 토모야스 『King & Queen』 - 3월 25일 - WANDS 『SINGLES COLLECTION+6』 4월 - 4월 1일 - 나카지마 미유키 『大吟醸』 - 4월 8일 - globe 『globe』 (1996년 앨범차트 1위) - 4월 15일 - DREAMS COME TRUE 『LOVE UNLIMITED∞』 - 4월 22일 - globe 『globe』 - 4월 29일 - globe 『globe』 (2주 연속, 통산 3주) 5월 - 5월 6일 - LUNA SEA 『STYLE』 - 5월 13일 - globe 『globe』 - 5월 20일 - globe 『globe』 - 5월 27일 - globe 『globe』 (3주 연속, 통산 6주) 6월 - 6월 3일 - 『NEON GENESIS EVANGELION III』 - 6월 10일 - 구로유메 『FAKE STAR〜I'M JUST A JAPANESE FAKE ROCKER〜』 - 6월 17일 - 카하라 토모미 『LOVE BRADE』 - 6월 24일 - TUBE 『Only Good Summer』 | 7월 - 7월 1일 - 카하라 토모미 『LOVE BRADE』 (통산 2주) - 7월 8일 - Mr.Children 『深海』 - 7월 15일 - 아이카와 나나세 『Red』 - 7월 22일 - ZARD 『TODAY IS ANOTHER DAY』 - 7월 29일 - 사잔 올 스타즈 『Young Love』 8월 - 8월 5일 - 아무로 나미에 『SWEET 19 BLUES』 - 8월 12일 - 아무로 나미에 『SWEET 19 BLUES』 (2주 연속) - 8월 19일 - V6 『SINCE 1995 ~ FOREVER』 - 8월 26일 - SMAP 『SMAP 009』 9월 - 9월 2일 - T-BOLAN 『SINGLES』 - 9월 9일 - T-BOLAN 『SINGLES』 (2주 연속) - 9월 16일 - hide 『PSYENCE』 - 9월 23일 - 히토미 『by myself』 - 9월 30일 - YEN TOWN BAND 『MONTAGE』 10월 - 10월 7일 - YEN TOWN BAND 『MONTAGE』 (2주 연속) - 10월 14일 - 히무로 교스케 『MISSING PIECE』 - 10월 21일 - CHAGE&ASKA 『MTV UNPLUGGED LIVE』 - 10월 28일 - 오자와 켄지 『球体の奏でる音楽』 11월 - 11월 4일 - 스피츠 『インディゴ地平線』 - 11월 11일 - 스피츠 『インディゴ地平線』 (2주 연속) - 11월 18일 - X JAPAN 『DAHLIA』 - 11월 25일 - 하마다 쇼고 『青空の扉 〜THE DOOR FOR THE BLUE SKY〜』 12월 - 12월 2일 - GLAY 『BELOVED』 - 12월 9일 - B'z 『FRIENDS II』 - 12월 16일 - V6 『GREETING』 - 12월 23일 - MAX 『MAXIMUM』 - 12월 30일 - 샤란Q 『GOLDEN Q』 |

#### 1997년
| 1월 - 1월 6일 - (미발표) - 1월 13일 - MAX 『MAXIMUM』 - 1월 20일 - MAX 『MAXIMUM』 (2주 연속, 통산 3주) - 1월 27일 - L'Arc~en~Ciel 『True』 2월 - 2월 3일 - THE YELLOW MONKEY 『SICKS』 - 2월 10일 - 이나바 코시 『マグマ』 - 2월 17일 - 히로세 코미 『welcome-muzik』 - 2월 24일 - 이나바 코시 『マグマ』 (통산 2주) 3월 - 3월 3일 - Favorite Blue 『DREAMS & MEMORIES』 - 3월 10일 - 마츠토야 유미 『Cowgirl Dreamin'』 - 3월 17일 - Mr.Children 『BOLERO』 - 3월 24일 - globe 『FACES PLACES』 - 3월 31일 - globe 『FACES PLACES』 (2주 연속) 4월 - 4월 7일 - JUDY AND MARY 『THE POWER SOURCE』 - 4월 14일 - JUDY AND MARY 『THE POWER SOURCE』 (2주 연속) - 4월 21일 - Every Little Thing 『everlasting』 - 4월 28일 - Every Little Thing 『everlasting』 (2주 연속) 5월 - 5월 5일 - ZARD 『ZARD BLEND ~SUN&STONE~』 - 5월 12일 - ZARD 『ZARD BLEND ~SUN&STONE~』 (2주 연속) - 5월 19일 - 마키하라 노리유키 『“SMILING” 〜THE BEST OF NORIYUKI MAKIHARA〜』 - 5월 26일 - 마키하라 노리유키 『“SMILING” 〜THE BEST OF NORIYUKI MAKIHARA〜』 6월 - 6월 2일 - SPEED 『Starting Over』 - 6월 9일 - SPEED 『Starting Over』 - 6월 16일 - SPEED 『Starting Over』 (3주 연속) - 6월 23일 - 『EVANGELION:DEATH』 - 6월 30일 - 카와무라 류이치 『Cranberry Soda』 | 7월 - 7월 7일 - 카와모토 마코토 『川本真琴』 - 7월 14일 - 아이카와 나나세 『paraDOX』 - 7월 21일 - 아이카와 나나세 『paraDOX』 (통산 2주) - 7월 28일 - KinKi Kids 『A album』 8월 - 8월 4일 - 아무로 나미에 『Concentration 20』 - 8월 11일 - 아무로 나미에 『Concentration 20』 (2주 연속) - 8월 18일 - 오구로 마키 『POWER OF DREAMS』 - 8월 25일 - 오구로 마키 『POWER OF DREAMS』 9월 - 9월 1일 - 오구로 마키 『POWER OF DREAMS』 - 9월 8일 - 오구로 마키 『POWER OF DREAMS』 (4주 연속) - 9월 15일 - 나가부치 츠요시 『ふざけんじゃねぇ』 - 9월 22일 - 머라이어 캐리 『Butterfly』 - 9월 29일 - CHARA 『Junior Sweet』 10월 - 10월 6일 - CHARA 『Junior Sweet』 (2주 연속) - 10월 13일 - GLAY 『REVIEW-BEST OF GLAY』 (1997년 앨범차트 1위) (1997년 11월 1위) - 10월 20일 - GLAY 『REVIER-BEST OF GLAY』 - 10월 27일 - GLAY 『REVIEW-BEST OF GLAY』 11월 - 11월 3일 - GLAY 『REVIEW-BEST OF GLAY』 - 11월 10일 - GLAY 『REVIEW-BEST OF GLAY』 (5주 연속) - 11월 17일 - WANDS 『WANDS BEST 〜HISTORICAL BEST ALBUM〜』 - 11월 24일 - DREAMS COME TRUE 『SING OR DIE』 12월 - 12월 1일 - B'z 『SURVIVE』 - 12월 8일 - 카와무라 류이치 『Love』 (1997년 12월 1위) - 12월 15일 - 카와무라 류이치 『Love』 (2주 연속) - 12월 22일 - 히무로 교스케 『I・DE・A』 - 12월 29일 - LUNA SEA 『SINGLES』 |

#### 1998년
| 1월 - 1월 5일 - (미발표) - 1월 12일 - 카하라 토모미 『storytelling』 (1998년 1월 1위) - 1월 19일 - TRF 『WORKS -THE BEST OF TRF-』 - 1월 26일 - TRF 『WORKS -THE BEST OF TRF-』 (2주 연속) 2월 - 2월 2일 - T.M.Revolution 『triple joker』 - 2월 9일 - 아무로 나미에 『181920』 (1998년 2월 1위) - 2월 16일 - 아무로 나미에 『181920』 (2주 연속) - 2월 23일 - V6 『SUPER HEROES』 3월 - 3월 2일 - Favorite Blue 『Missing place』 - 3월 9일 - L'Arc~en~Ciel 『HEART』 (1998년 3월 1위) - 3월 16일 - THE YELLOW MONKEY 『PUNCH DRUNKARD』 - 3월 23일 - BOØWY 『THIS BOØWY』 - 3월 30일 - DEEN 『SINGLES+1』 4월 - 4월 6일 - 스피츠 『フェイクファー』 - 4월 13일 - globe 『Love again』 - 4월 20일 - PUFFY 『JET CD』 - 4월 27일 - Every Little Thing 『Time to Destination』 (1998년 4월 1위) 5월 - 5월 4일 - Every Little Thing 『Time to Destination』 (2주 연속) - 5월 11일 - SPEED 『RISE』 (1998년 5월 1위) - 5월 18일 - SPEED 『RISE』 (2주 연속) - 5월 25일 - Cocco 『クムイウタ』 6월 - 6월 1일 - B'z 『B'z The Best "Pleasure"』 (1998년 앨범차트 1위) (1998년 6월 1위) - 6월 8일 - B'z 『B'z The Best "Pleasure"』 - 6월 15일 - B'z 『B'z The Best "Pleasure"』 - 6월 22일 - B'z 『B'z The Best "Pleasure"』 (4주 연속) - 6월 29일 - SMAP 『SMAP 012 VIVA AMIGOS!』 | 7월 - 7월 6일 - 사잔 올 스타즈 『海のYeah!!』 (1998년 7월 1위) - 7월 13일 - 사잔 올 스타즈 『海のYeah!!』 (2주 연속) - 7월 20일 - 아이카와 나나세 『crimson』 - 7월 27일 - MISIA 『Mother Father Brother Sister』 8월 - 8월 3일 - LUNA SEA 『SHINE』 - 8월 10일 - GLAY 『pure soul』 (1998년 8월 1위) - 8월 17일 - GLAY 『Cpure soul』 (2주 연속) - 8월 24일 - KinKi Kids 『B album』 - 8월 31일 - 후루우치 토코 『魔法の手』 9월 - 9월 7일 - 야마시타 타츠로 『COZY』 - 9월 14일 - My Little Lover 『NEW ADVENTURE』 - 9월 21일 - 오구로 마키 『MOTHER EARTH』 - 9월 28일 - B'z 『B'z The Best "Treasure"』 (1998년 9월 1위) 10월 - 10월 5일 - B'z 『B'z The Best "Treasure"』 - 10월 12일 - B'z 『B'z The Best "Treasure"』 (3주 연속) - 10월 19일 - Kiroro 『長い間 〜キロロの森〜』 - 10월 26일 - 나가부치 츠요시 『SAMURAI』 11월 - 11월 2일 - 사잔 올 스타즈 『さくら』 - 11월 9일 - 사잔 올 스타즈 『さくら』 (2주 연속) - 11월 16일 - 마츠토야 유미 『Neue Muzik』 (1998년 11월 1위) - 11월 23일 - 마츠토야 유미 『Neue Musik』 (2주 연속) - 11월 30일 - 머라이어 캐리 『The Ones』 12월 - 12월 7일 - 머라이어 캐리 『The Ones』 (2주 연속) - 12월 14일 - MAX 『MAXIMUM GROOVE』 - 12월 21일 - globe 『Relation』 - 12월 28일 - SPEED 『MOMENT』 (1998년 12월 1위) |

#### 1999년
| 1월 - 1월 4일 - (미발표) - 1월 11일 - 하마사키 아유미 『A Song for ××』 (1999년 1월 1위) - 1월 18일 - 하마사키 아유미 『A Song for ××』 (2주 연속) - 1월 25일 - J-FRIENDS 『People Of The World』 2월 - 2월 1일 - 하마사키 아유미 『A Song for ××』 - 2월 8일 - 하마사키 아유미 『A Song for ××』 (2주 연속, 통산 4주) - 2월 15일 - Mr.Children 『DISCOVERY』 (1999년 2월 1위) - 2월 22일 - 카하라 토모미 『kahala compilation』 3월 - 3월 1일 - ZARD 『永遠』 - 3월 8일 - 히토미 『h』 - 3월 15일 - hitomi 『h』 (2주 연속) - 3월 22일 - 우타다 히카루 『First Love』 (1999년 앨범차트 1위) (1999년 3월・4월 1위) - 3월 29일 - 우타다 히카루 『First Love』 (2주 연속) 4월 - 4월 5일 - 스즈키 아미 『SA』 - 4월 12일 - Every Little Thing 『Every Best Single +3』 - 4월 19일 - 우타다 히카루 『First Love』 - 4월 26일 - 우타다 히카루 『First Love』 (2주 연속, 통산 4주) 5월 - 5월 3일 - DREAMS COME TRUE 『the Monster』 (1999년 5월 1위) - 5월 10일 - 『hide TRIBUTE SPIRITS』 - 5월 17일 - 우타다 히카루 『First Love』 - 5월 24일 - 우타다 히카루 『First Love』 (2주 연속, 통산 6주) - 5월 31일 - 아이카와 나나세 『ID』 6월 - 6월 7일 - ZARD 『ZARD BEST The Single Collection 〜軌跡〜』 (1999년 6월 1위) - 6월 14일 - ZARD 『ZARD BEST The Single Collection 〜軌跡〜』 - 6월 21일 - ZARD 『ZARD BEST The Single Collection 〜軌跡〜』 - 6월 28일 - ZARD 『ZARD BEST The Single Collection 〜軌跡〜』 (4주 연속) | 7월 - 7월 5일 - 호테이 토모야스 『GREATEST HITS 1990-1999』 - 7월 12일 - L'Arc~en~Ciel 『ark』 (1999년 7월 1위) - 7월 19일 - L'Arc~en~Ciel 『ark』 (2주 연속) - 7월 26일 - B'z 『Brotherhood』 8월 - 8월 2일 - Dragon Ash 『Viva La Revolution』 (1999년 8월 1위) - 8월 9일 - Dragon Ash 『Viva La Revolution』 (2주 연속) - 8월 16일 - KinKi Kids 『C album』 - 8월 23일 - KinKi Kids 『C album』 (2주 연속) - 8월 30일 - V6 『"LUCKY" 20th Century, Coming Century to be continued...』 9월 - 9월 6일 - CHAGE&ASKA 『NO DOUBT』 - 9월 13일 - 이노우에 요스이 『GOLDEN BEST』 - 9월 20일 - Mr.Chidren 『1/42』 - 9월 27일 - ZARD 『ZARD BEST ~Request Memorial~』 (1999년 9월 1위) 10월 - 10월 4일 - globe 『CRUISE RECORD 1995-2000』 (1999년 10월 1위) - 10월 11일 - MAX 『MAXIMUM COLLECTION』 - 10월 18일 - globe 『CRUISE RECORD 1995-2000』 (통산 2주) - 10월 25일 - 유즈 『ゆずえん』 11월 - 11월 1일 - GLAY 『HEAVY GAUGE』 (1999년 11월 1위) - 11월 8일 - GLAY 『HEAVY GAUGE』 (2주 연속) - 11월 15일 - Tina 『Colorado』 - 11월 22일 - 하마사키 아유미 『LOVEppears』 - 11월 29일 - 하마사키 아유미 『LOVEppears』 12월 - 12월 6일 - 하마사키 아유미 『LOVEppears』 (3주 연속) - 12월 13일 - 셀린 디온 『All the Way… A Decade of Song』 - 12월 20일 - 후쿠야마 마사하루 『MAGNUM COLLECTION 1999 "Dear"』 - 12월 27일 - 스피츠 『RECYCLE Greatest Hits of SPITZ』 (1999년 12월 1위) |